# 死体安置所
死体安置所（したいあんちじょ）は、検死や埋火葬の準備などによって一時的に死体を保管しておく場所のことである。
遺体安置所、死体保管所、死体置き場、死体公示場、モルグ（フランス語: morgue）とも呼ぶ。また、特に病院での同様の施設を霊安室と呼ぶ。

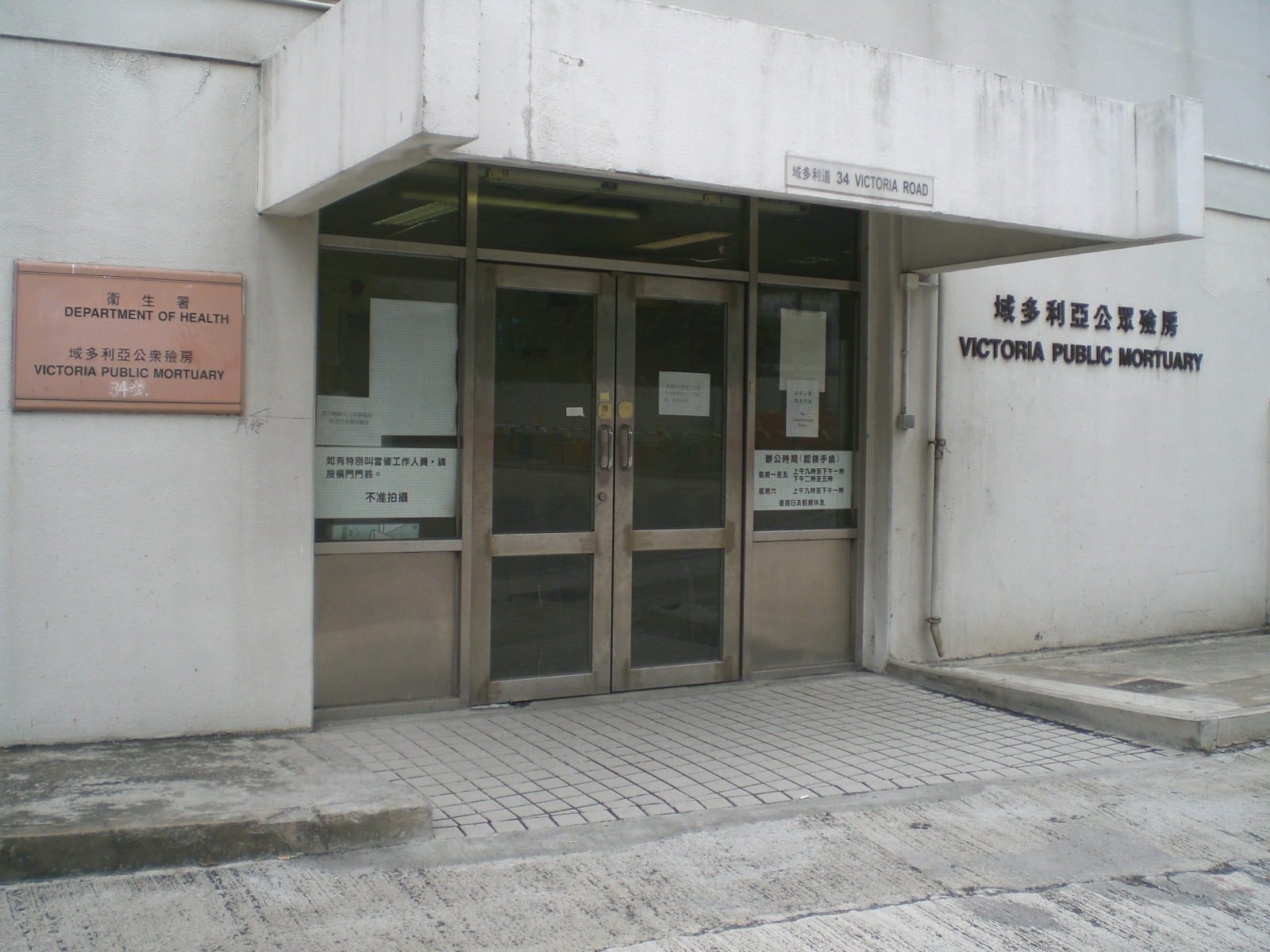
香港にあるヴィクトリア死体安置所（Victoria Public Mortuary）

## モルグの語源や呼び方
日本語でもしばしば見られる「モルグ(morgue) 」という語はフランス語由来で、morguerが語源である。
最初は刑務所において看守が新たに入れられた囚人を認識する場所の意味として用いられていたが、15世紀のパリにおいて身元不明の死体の保管と判別を行う場所という現代と同じ意味で使われるようになった。
「モルグ（Morgue）」は英語でも用いられ、特に北米でよく使われる。イギリス英語では「mortuary」が一般的であるが、両者は同義語として併用されている。またイギリスでは子供向けの語として病院の霊安室を「バラの別荘（Rose Cottage）」「虹の部屋（Rainbow Room）」などとも呼ぶ。
死体を管理し、洗浄（死に化粧）する者は「ディーナー（Diener）」として知られている。
また、アメリカでは、本来の意味から転じて新聞社や出版社の資料室や発行物のバックナンバーを保管する部屋を指し、陰鬱な場所や葬儀屋を指す語としてもしばしば用いられる。

## 保存方法の種別

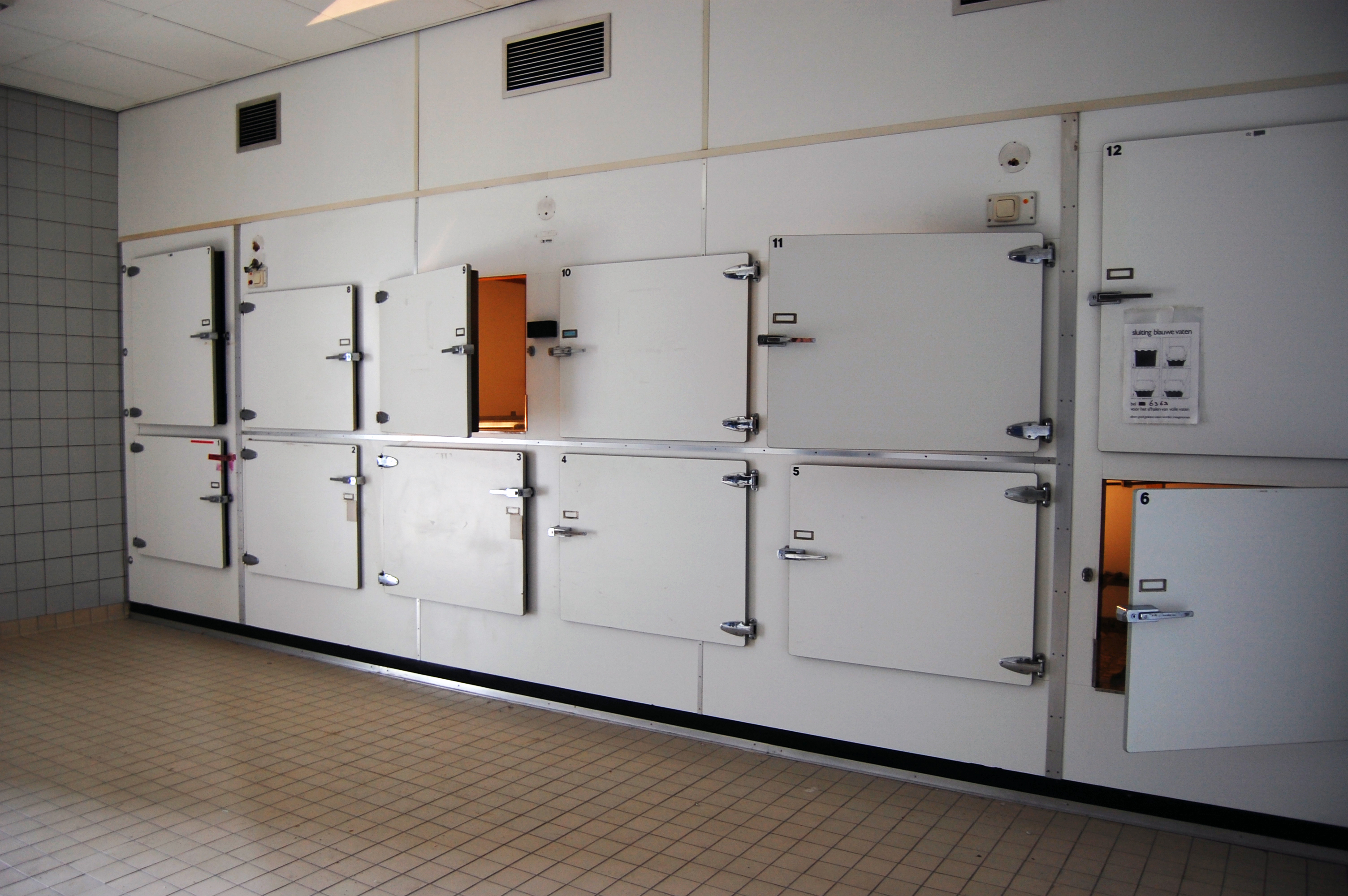
オランダの死体安置所

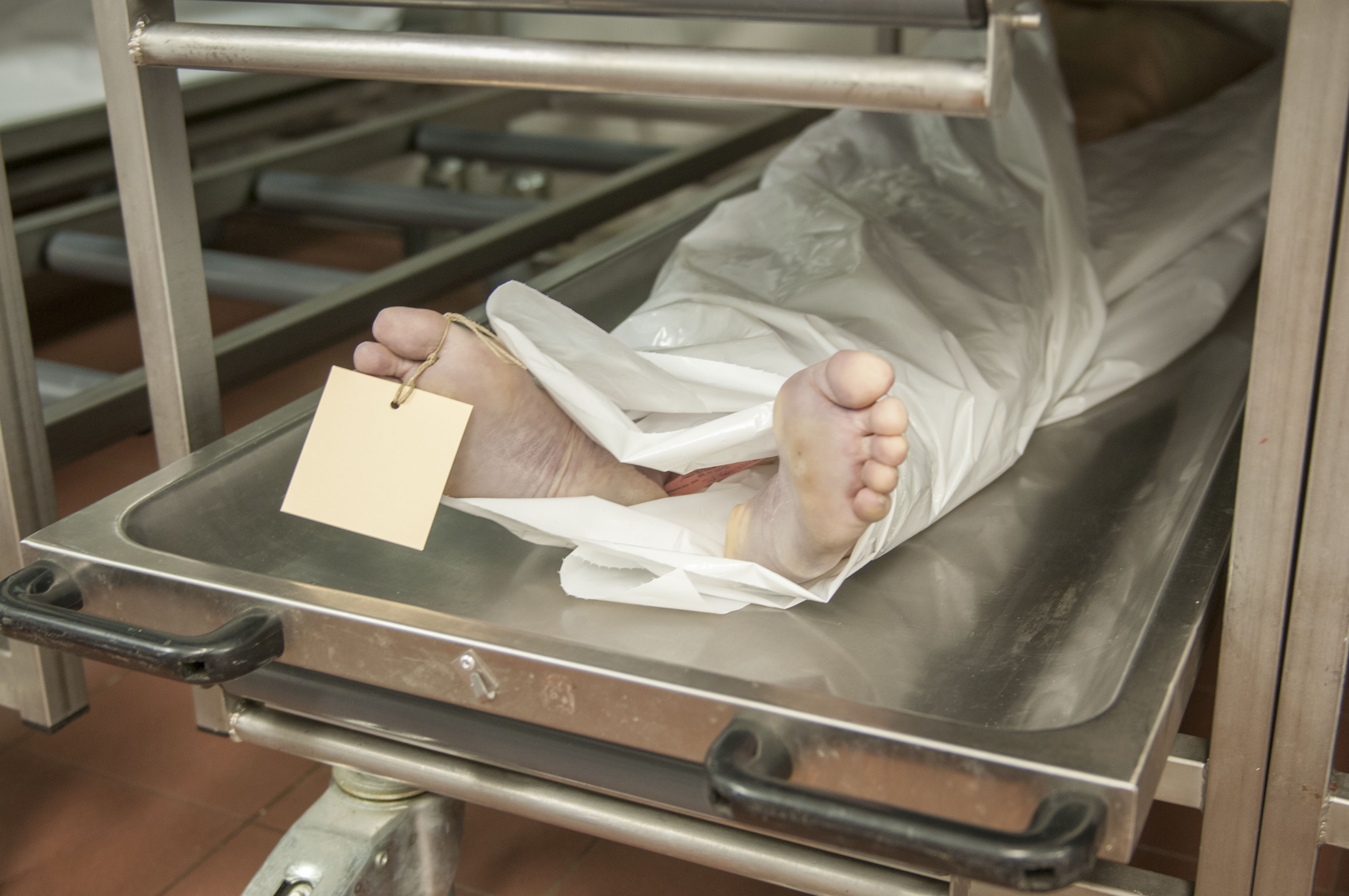
死体安置所の死体の足には、トータグが付けられる。

低温化での保存 positive temperature
死体を2℃から4℃の間で保管する。この方法は数週間保存するのに通常用いられる方法であるが、室温よりも腐敗の進行を抑えられるだけで完全に腐敗を防ぐわけではない。
零下での保存 negative temperature
死体を－15℃から－25℃の間で保管する。この方法は死体の身元や死因が特定されていない時に、検死解剖（司法解剖など）を行う機関などで用いられる。

## 世界の事例
多くの国で、死体は死亡から72時間以内に埋葬処理されるが、いくつかの国（例えばアフリカのある地域）では葬儀や埋葬が死亡から数週間、数ヵ月後に行われるのが一般的である。これは、遺族が葬儀に必要な資金を貯めるためであり、その間、死体は病院あるいは葬儀屋の死体保管所に置かれる。また、韓国の大学病院など大規模な病院では、殯所と呼ばれる病院付属の葬儀所が設けられており、遺体の安置のほか、遺族が3日ないし5日間ほど滞在し弔問を受けられるようになっているなど、葬儀を同所で一元的に行えるようになっている病院も多い（ただし、火葬場は設けられておらず、病院敷地外の火葬場へ移動して火葬される）。
いくつかの葬儀場では火葬場が兼ねられている場合もある。宗教の中には火葬の様子を遺族が見なければならないとするものもある。このような宗教上の理由のために、遺族が火葬炉の中に入れられた死体を見るための窓が葬儀場に設置されている。このように、遺族は死体保管所に死体を保管させることなく、自分達の慣習に従って葬儀を執り行える。
また、いくつかの国では死体は防腐処理（エンバーミング）され、冷凍保存が用いられない。
クルーズ船で死亡者が出た場合、1980年頃までは食品用冷凍庫を遺体安置所とすることもあったため、料理のメニューに突然アイスクリームが出てくると誰かが亡くなって遺体が冷凍庫に保管されたということだというような都市伝説も流れた。それ以降は、専用の遺体安置所が置かれることになっているため、食品用の冷凍庫を使うことはない。

## 待ち死体置き場
「待ち死体置き場（waiting mortuary）」は、死亡したとされる人物の死亡を確認する目的で考案された死体安置所である。死亡判断がまだ確立されていなかった時代において、本当はまだ生きているのに埋葬されてしまう恐怖を軽減するために、死亡判断がされた直後の死体をここで保管した（それは同時に付添い人がまだ生きている兆候を発見するための場所という意味もあった）。ただ、死体は埋葬の前に一部腐敗してしまった。この制度は19世紀のドイツで最も人気があり、このための大型の華美な会場もあった。
付添い人が生きている兆候を見逃さないために、死体にはベルが結ばれていた。しかし、死亡していると判断されてしまった人がこのベルによって実際に助かったという事例は全く無い。しばしば「ベルに救われた（Saved by the bell、日本語では一般に「ゴングに救われた」）」という成句の語源とされているが、実際にはこれはボクシング由来の言葉である。